# چرخ زمان (فیلم)
چرخ زمان (انگلیسی: Wheel of Time) فیلم مستند به کارگردانی ورنر هرتسوک است که در سال ۲۰۰۳ منتشر شد. از بازیگران آن می‌توان به دالایی لامای چهاردهم و ورنر هرتسوک اشاره کرد.